# Montreux Volley Masters 2014
Il Montreux Volley Masters di pallavolo femminile 2014 si è svolto dal 27 maggio al 1º giugno 2014 a Montreux, in Svizzera. Al torneo hanno partecipato 8 squadre nazionali e la vittoria finale è andata per la prima volta alla Germania.

## Regolamento
Le squadre, divise in due gironi, hanno disputato un girone all'italiana; al termine della prima fase:
- Le prime due classificate di ogni girone hanno acceduto alle semifinali per il primo posto; le vincitrici delle semifinali hanno acceduto alla finale per il primo posto, mentre le sconfitte hanno acceduto alla finale per il terzo posto.
- Le ultime due classificate di ogni girone hanno acceduto alle semifinali per il quinto posto; le vincitrici delle semifinali hanno acceduto alla finale per il quinto posto, mentre le sconfitte si sono classificate al settimo posto.

## Gironi
| Girone A                     | Girone B                                      |
| ---------------------------- | --------------------------------------------- |
| Brasile Cina Russia Svizzera | Germania Giappone Rep. Dominicana Stati Uniti |

## Fase finale

### Finali 1º e 3º posto
|  | Semifinali  | Semifinali  | Semifinali  |             |          | Finale 1º/2º posto | Finale 1º/2º posto | Finale 1º/2º posto |  |
|  |             |             |             |             |          |                    |                    |                    |  |
|  | Cina        | Cina        | 0           |             |          |                    |                    |                    |  |
|  | Cina        | Cina        | 0           |             |          |                    |                    |                    |  |
|  | Germania    | Germania    | 3           |             |          |                    |                    |                    |  |
|  | Germania    | Germania    | 3           |             | Germania | Germania           | 3                  |                    |  |
|  |             |             |             |             | Germania | Germania           | 3                  |                    |  |
|  |             |             | Stati Uniti | Stati Uniti | 1        |                    |                    |                    |  |
|  | Stati Uniti | Stati Uniti | Stati Uniti | Stati Uniti | 1        | 3                  |                    |                    |  |
|  | Stati Uniti | Stati Uniti |             |             |          | 3                  |                    |                    |  |
|  | Russia      | Russia      | 1           |             |          | Finale 3º/4º posto | Finale 3º/4º posto | Finale 3º/4º posto |  |
|  | Russia      | Russia      | 1           |             |          |                    |                    |                    |  |
|  |             |             |             |             |          |                    |                    |                    |  |
|  |             |             |             |             |          | Cina               | Cina               | 2                  |  |
|  |             |             |             |             |          | Cina               | Cina               | 2                  |  |
|  |             |             |             |             |          | Russia             | Russia             | 3                  |  |

### Finale 5º posto
|  | Semifinali      | Semifinali      | Semifinali |          |         | Finale  | Finale | Finale |  |
|  |                 |                 |            |          |         |         |        |        |  |
|  | Brasile         | Brasile         | 3          |          |         |         |        |        |  |
|  | Brasile         | Brasile         | 3          |          |         |         |        |        |  |
|  | Rep. Dominicana | Rep. Dominicana | 0          |          |         |         |        |        |  |
|  | Rep. Dominicana | Rep. Dominicana | 0          |          | Brasile | Brasile | 3      |        |  |
|  |                 |                 |            |          | Brasile | Brasile | 3      |        |  |
|  |                 |                 | Giappone   | Giappone | 1       |         |        |        |  |
|  | Giappone        | Giappone        | Giappone   | Giappone | 1       | 3       |        |        |  |
|  | Giappone        | Giappone        |            |          |         |         |        |        |  |
|  | Svizzera        | Svizzera        | 0          |          |         |         |        |        |  |

## Podio

### Campione
Formazione: 1 Lenka Dürr, 2 Kathleen Weiß, 3 Louisa Lippmann, 4 Maren Brinker, 6 Jennifer Geerties, 9 Stefanie Karg, 11 Christiane Fürst, 12 Heike Beier, 14 Margareta Kozuch, 18 Wiebke Silge, 19 Laura Weihenmaier, 20 Mareen Apitz, CT: Giovanni Guidetti

### Secondo posto
Formazione: 2 TeTori Dixon, 3 Courtney Thompson, 4 Lauren Paolini, 5 Rachael Adams, 6 Nicole Davis, 7 Sonja Newcombe, 9 Kristin Richards, 10 Kelsey Robinson, 11 Natalie Hagglund, 12 Ebony Nwanebu, 13 Christa Harmotto, 15 Kimberly Hill, 18 Juliann Faucette, 20 Jenna Hagglund, CT: Karch Kiraly

### Terzo posto
Formazione: 3 Anastasija Bavykina, 4 Irina Zarjažko, 6 Julija Kutjukova, 7 Jana Ščerban', 9 Anastasija Markova, 10 Ekaterina Pankova, 12 Elena Novik, 14 Irina Fetisova, 17 Natal'ja Malych, 18 Ekaterina Černova, 19 Anna Malova, 20 Anastasija Šljachovaja, CT: Jurij Maričev

## Classifica finale
| Classifica | Squadre         |
| ---------- | --------------- |
|            | Germania        |
|            | Stati Uniti     |
|            | Russia          |
| 4          | Cina            |
| 5          | Brasile         |
| 6          | Giappone        |
| 7          | Rep. Dominicana |
| 7          | Svizzera        |